# Cerniébaud
Cerniébaud es una localidad y comuna francesa situada en la región de Franco Condado, departamento de Jura, en el distrito de Lons-le-Saunier y cantón de Nozeroy.

## Demografía[4]
| 222 | 221 | 276 | 261 | 274 | 235 | 262 | 265 | 225 | 239 | 230 | 218 | 197 | 182 | 175 | 177 | 152 | 144 | 121 | 128 | 107 | 98 | 106 | 82 | 77 | 98 | 89 | 74 | 65 | 55 | 49 | 53 | 62 | 62 |
| Para los censos de 1962 a 1999 la población legal corresponde a la población sin duplicidades (Fuente: INSEE [Consultar]) |     |     |     |     |     |     |     |     |     |     |     |     |     |     |     |     |     |     |     |     |    |     |    |    |    |    |    |    |    |    |    |    |    |